# Metapedia
Metapedia ist eine rechtsextreme und neonazistische Online-Enzyklopädie mit den Themenschwerpunkten Kultur, Philosophie, Wissenschaft, Politik und Geschichte, welche als Wikiprojekt in 20 Sprachen von ihren Benutzern erstellt wird.
Das Projekt startete 2006 in Schweden und wurde 2008 im Verfassungsschutzbericht des Landes Nordrhein-Westfalen der Bundesrepublik Deutschland als rechtsextrem eingestuft, da Metapedia-Artikel geschichtsrevisionistische und das NS-Regime verharmlosende Züge aufweisen.

## Projekt
Die erste online gestellte Sektion war die schwedische Metapedia am 26. Oktober 2006. Das Projekt wurde vom rechtsradikalen, mehrfach vorbestraften ehemaligen Skinhead Anders Lagerström, seinem Kollegen Lennart Berg und dem Nordiska förbundet (Nordischer Bund) ins Leben gerufen. Der förbundet hatte enge Beziehungen zum Nordiska förlaget (Nordischer Verlag), den der zuvor arbeitslose Lagerström 2002 nach einer Weiterbildungsmaßnahme in Betriebswirtschaft mit Zuschüssen der schwedischen Arbeitsagentur gründete und über den neonazistische Propaganda und White-Power-Musik vertrieben wurden. Neben Online-Aktivitäten veranstaltete der förbundet auch Treffen internationaler Neonazis unter anderem mit Beteiligung von David Duke und Frank Rennicke.
Das Projekt benutzt die MediaWiki-Software. Das Schreiben von Artikeln ist nur nach Anmeldung möglich. Die Inhalte sind durch vorgeblichen Geschichtsrevisionismus geprägt. In Bezug auf das NS-Regime treten deutlich verharmlosende bis befürwortende Züge auf (vgl. Rechtsextremismus im Internet). Die deutschsprachige Metapedia bezeichnet sich selbst als „national gesinnt“ und „Weltnetz-Enzyklopädie“.
2010 endeten die Aktivitäten des Nordiska förbundet, das Projekt Metapedia wurde jedoch fortgeführt. Laut Impressum zeichnet heute die Firma „NFSE Media AB, Sweden“ mit Sitz in Linköping für die Internetpräsenz von Metapedia verantwortlich. Die Firma wird von Lennart Berg betrieben.
Von der Metapedia spaltete sich das ähnliche Projekt Rightpedia ab. Einer der Rightpedia-Gründer legte binnen 10 Jahren mehr als 140 „Sockenpuppen“ (zusätzliche Benutzeraccounts) in der Wikipedia an.

## Deutschsprachige Version
Die deutschsprachige Sektion ging im Mai 2007 online, enthält ca. 66.000 Artikel und ist derzeit die mit Abstand größte Sprachsektion (vor der englischsprachigen mit ca. 13.000 Artikeln); inzwischen existieren zwanzig Sprachversionen.

### Inhalte und Ausrichtung
Metapedia beansprucht in der Projektbeschreibung, „über Wahrheiten und Fakten [zu] schreiben und nicht über das, was die politisch korrekte Mehrheit von Schreibern dafür hält und ihren Lesern oktroyiert“. Zwar sei politische Agitation und weltanschauliche Missionierung nach dem Selbstverständnis der Metapedia unerwünscht, dennoch trägt sie eindeutige geschichtsrevisionistische und das NS-Regime verharmlosende Züge, urteilte der Verfassungsschutz NRW in seinem Bericht von 2008.
Über den Metapedia-Artikel Holocaust urteilte 2008 der Verfassungsschutz Nordrhein-Westfalen, mit den Formulierungen werde versucht, „den Holocaust auf subtile Art in Zweifel [zu] ziehen, indem sie suggerieren, eine wirkliche wissenschaftliche Nachforschung sei aufgrund der geltenden Strafrechtsnormen nicht möglich“. Es solle „der Eindruck erweckt werden, es habe in Wahrheit keine systematische Judenvernichtung gegeben“, es werde „die Deportation zudem in euphemistischer Weise umschrieben“. In dem Artikel über die Reichspogromnacht im Jahr 1938 werde „bestritten, dass die Übergriffe auf Juden und jüdische Einrichtungen auf offizielle Anordnung geschehen seien“, und es würden „die Folgen der Pogrome verharmlosend dargestellt“.
Der Sozialwissenschaftler Thomas Pfeiffer sieht die Metapedia ebenso wie die ähnliche Encyclopædia Germanica als „Versuch, rechtsextremistisches Gedankengut im seriösen Gewand zu präsentieren“. Dabei seien sie „eher dem Anspruch nach breitenwirksam, faktisch erscheinen sie als Projekte unter Gleichgesinnten.“
Die Texte der Metapedia sind zum Teil von anderen Webseiten kopiert und anschließend bearbeitet. So stammen einige Inhalte von der deutschsprachigen Wikipedia, wobei die Artikel entsprechend der politischen Ausrichtung von Metapedia abgeändert wurden. Ebenso wurden Texte von der NPD-Website kopiert.
Die Vorsilbe „Meta“ bezieht sich auf den Begriff „Metapolitik“. Damit ist gemeint, dass die politische Eroberung der Gesellschaft mit der Erlangung der intellektuellen Meinungsführerschaft beginnt. Die Begründer dieses Politikansatzes sind in der „Neuen Rechten“ zu finden. Die „verbale Tarnung“ des Projektes mit Hilfe dieser Begrifflichkeiten mit dem Ziel einer großen Breitenwirkung „gelingt auf Metapedia nur eingeschränkt“. Auf der Seite werden weitere Ideen der neuen Rechten, darunter Ethnopluralismus und Euro-Nationalismus, vertreten, die Seite sei „dem pro-europäischen Kulturkampf gewidmet“. Des Weiteren finden sich Fußnoten zu neurechten Organisationen wie dem Thule-Seminar und der Gesellschaft für freie Publizistik (GfP).
Volker Schmidt bezeichnete Metapedia in der Frankfurter Rundschau als „Alternative […] für sehr rechts denkende Menschen, die ihre Weltanschauung vor lästigem Faktenwissen schützen wollen“.

### Österreich
In Österreich war die Metapedia bei Google gelistet und tauchte 2016 unter den ersten fünf Suchergebnissen zu den Begriffen „Holocaust“, „BRD“, „Republik Österreich“, „Juden“ und „Deutsches Reich“ auf. Österreich wird in der Metapedia als deutscher Teilstaat bezeichnet. Mit Stand von Oktober 2020 wurde sie auch auf google.at unter Hinweis auf deutsches Jugendschutzrecht nicht mehr indexiert.

### Juristische Ermittlungen

#### Deutschland
Wegen der rechtsextremistischen Inhalte unterrichtete das Bundesamt für Verfassungsschutz die zuständigen Strafverfolgungsbehörden. Hinsichtlich einer Verlinkung zum Herunterladen des NS-Propagandafilms Der ewige Jude, dessen Rechte der Bundesrepublik Deutschland zustehen, ermittelte das Landeskriminalamt Berlin wegen Urheberrechtsverletzung. Darüber hinaus wurde im Jahr 2008 bei der Bundesprüfstelle für jugendgefährdende Medien ein Indizierungsverfahren eingeleitet, das nach Angaben der Metapedia-Betreiber am 22. Januar 2009 in der Indizierung mündete. Seit 19. Februar 2009 werden Metapedia-Seiten nicht mehr bei Google.de gelistet, sofern die Suchanfrage unter Verwendung einer deutschen IP-Adresse erfolgt. In Deutschland gilt für Metapedia ein absolutes Verbreitungsverbot, weshalb die Seite auch Personen ab 18 Jahren nicht zugänglich gemacht werden darf.

#### Schweden
Der schwedische Justizkanzler nahm 2009 Ermittlungen wegen des Verdachts rassistischer Hetze im Artikel zu Adolf Hitler auf. Ein Verfahren wurde nicht eröffnet, da zwar keine Distanzierung von antisemitischen Positionen Hitlers erkennbar und auch eine eher positive Einstellung zu dessen Ansichten anzunehmen sei, dies jedoch keine kriminelle Hetze im Sinne des Gesetzes darstelle.

### Rezeption
Thomas Pfeiffer befindet, dass auf Metapedia „[s]chwülstige Sprache und der Begriff der Metapolitik – mit dem das Ziel der kulturellen Hegemonie durch gezieltes Einwirken auf gesellschaftliche Diskurse verbunden ist – […] auch hier an den Duktus und strategischen Ansatz der Neuen Rechten“ erinnern.